# Józef Klotz
Józef Klotz (* 2. Januar 1900 in Krakau; † 1941 in Warschau) war ein polnischer Fußballspieler, der wegen seiner jüdischen Abstammung Opfer des Holocausts wurde. 1922 schoss er das erste Tor in der Geschichte der polnischen Fußballnationalmannschaft.

## Leben
Klotz wurde als Staatsbürger Österreich-Ungarns geboren. Er entstammte einfachen Verhältnissen, sein Vater war Schuster. 1918 wurde er Bürger der wiederentstandenen Polnischen Republik. 
Außer seiner Karriere als Fußballspieler liegen über Klotz’ weiteren Lebensweg keine Publikationen vor. Nach Berichten von Zeitzeugen wurde er 1941 bei einer Massenexekution durch die deutschen Besatzer auf der früheren Einkaufs- und Flaniermeile Nowy Świat außerhalb des jüdischen Ghettos von Warschau erschossen.

## Sportliche Karriere
Bereits als Jugendlicher trat er dem Fußballclub Jutrzenka Kraków bei, dem Verein der „Bundisten“ von der jüdischen Arbeiterpartei. Jutrzenka wurde zu einem der führenden Vereine im Bezirk Krakau, der 1,85 Meter große Klotz spielte in der Verteidigung. Zu seinen Mitspielern gehörte der gleichaltrige Außenstürmer Leon Sperling, der später einer der ersten Stars der Nationalmannschaft wurde. 
Klotz nahm am 14. Mai 1922 am zweiten Länderspiel der Nationalelf gegen Ungarn in seiner Heimatstadt Krakau teil, die Partie ging mit 0:3 verloren. Genau zwei Wochen später, am 28. Mai 1922, gehörte er zum polnischen Aufgebot, das in Stockholm gegen Schweden antrat. Nach einem Handspiel eines schwedischen Verteidigers im eigenen Strafraum bekam Polen in der 27. Minute einen Elfmeter zugesprochen. Klotz verwandelte ihn mit einem Schuss unter das linke Lattenkreuz zum Spielstand von 0:1.
Es war das erste polnische Länderspieltor. Polen gewann die Partie 2:1 und verzeichnete somit in der dritten Begegnung seiner Nationalelf den ersten Sieg. Doch war Klotz’ zweiter auch sein letzter Einsatz für die Nationalelf. 1925 wechselte er zu Makabi Warschau in die Hauptstadt, einen Verein der Bezirksliga.